# Чак Євгенія Давидівна
Євгенія Давидівна Чак (псевдонім Є. Михайликова; 25 травня 1923, Київ — 7 січня 2001, Київ) — український мовознавець.

## Життєпис
Закінчила 1950 Київський університет. У 1956-89 працювала завідувачем відділу мовознавства в редакції журналу «Українська мова і література в школі» (до 1963 — «Українська мова в школі»).

## Наукова діяльність
Авторка книжок з питань стилістики та культури української мови, походження особових імен, крилатих слів тощо: «Складні випадки українського слововживання» (1965, 1969), «Складні питання граматики та орфографії» (1978), «Складні випадки вживання слів» (1984), «Барви нашого слова» (1989), «Чи правильно ми говоримо?» (1997), «Складні випадки правопису та слововживання» (1998). Для дітей написала науково-художні книжки: «З біографії слова» (1976,1979), «Мандрівка в Країну слова» (1981,1986), «Таємниці слова» (1991).